# Farmors revolution
Farmors revolution är en svensk-dansk komedifilm från 1933 i regi av Per-Axel Branner. 

## Handling
Generalkonsulinnan Holm har tre barnbarn som håller sig väl med henne både för att de verkligen gillar henne, men även för att få ett årligt "traditionsenligt" ekonomiskt bidrag. Farmor tycker dock att barnbarnen ska skärpa sig på vissa punkter och börjar ställa krav, hon protesterar också genom att börja både bete sig, klä sig och tala som en modern ungdom.

## Om filmen
Farmors revolution byggde på den danska pjäsen De gamles Oprør av författaren Jens Locher. Filmen premiärvisades på biograf China i Stockholm den 13 september 1933. Den har aldrig visats i TV.

## Rollista i urval
- Hilda Borgström – farmor, generalkonsulinnan Kristina "Kickan" Holm
- Nils Wahlbom – Fredrik, betjänt
- Karin Carlson – Betty
- Ivar Kåge – direktör Erik Holm, Bettys man och farmors sonson
- Anne-Marie Brunius – Birgit, farmors sondotter
- Eric Bertner – John Müller
- Ruth Stevens – Eva, farmors sondotter
- Uno Henning – doktor Harald, Evas man
- Ragnar Arvedson – Garrich, travtränare
- Max Ibenfeldt – Müller, dansk godsägare, Johns far

## Musik i filmen
- Håll takten spelemän för nu dansar jag, kompositör Jules Sylvain, text Gösta Stevens.
- På livets krokiga landsväg, kompositör Jules Sylvain, text Åke Söderblom.[2]